# Eleutherococcus rehderianus
Eleutherococcus rehderianus är en araliaväxtart som först beskrevs av Hermann Harms, och fick sitt nu gällande namn av Takenoshin Nakai. Eleutherococcus rehderianus ingår i släktet Eleutherococcus och familjen Araliaceae.

## Underarter
Arten delas in i följande underarter:
- E. r. longipedunculatus
- E. r. rehderianus